# Stazione di Glenageary
La Glenageary railway station è una stazione ferroviaria irlandese, situata a Dublino. È una delle stazioni della DART e fornisce servizio nell'area omonima. È aperta sette giorni su sette ed è vicina alla costa.
Fu aperta il 1º novembre 1867.

## Servizi
- Servizi igienici
- Capolinea autolinee
- Biglietteria a sportello
- Biglietteria self-service
- Distribuzione automatica cibi e bevande